# Ranum Seminarium
Ranum Seminarium var et seminarium, som blev grundlagt som lærerseminarium i 1848 i Ranum i det vestlige Himmerland syd for Limfjorden. I begyndelsen af 1900-tallet blev det statsseminarium, og i slutningen af 1900-tallet blev det nedlagt som lærerseminarium og bygningerne anvendt til pædagogseminarium.[kilde mangler] Fra 2006 til februar 2011 hed stedet VIA University College Pædagoguddannelsen i Ranum.[kilde mangler] I dag er bygningerne en del af Ranum Efterskole.
De tidligere kollegiebygninger huser i dag Asylcenter Ranum.
Seminariets nuværende bygninger er opført af arkitekt Einar Packness. I 1965 fik seminariet et nyt idrætsanlæg med to idrætshaller. Der har også været et HF-kursus på seminariet.[kilde mangler]
I januar 1988 var der forslag oppe i Folketinget om at få seminariet genoprettet.[kilde mangler] Seminariet har ofte været truet af nedlæggelse på grund af, at der kun var få studerende. I 1874 reddede seminariet livet på bekostning af et andet seminarium i Jylland, Lyngby Seminarium i Lyngby (Norddjurs Kommune). Det opstod som en videreførelse af Snedsted Seminarium, der blev nedlagt i 1848, og forstanderen, L.C. Müller, forsatte i Ranum. Der havde været et seminarium i Ranum i årene 1815-19, men det er glemt af de fleste, og det har ingen sammenhæng med det senere oprettede seminarium på samme sted.

## Forgænger
Fra 1815 til 1819 drev J. Becher et seminarium i Ranum. Dette seminarium var der første seminarium, der hovedsageligt uddannede lærere til Viborg og Aalborg Stifter. J. Becher var residerende kapellan i Malle og Bjørnsholm (nu Overlade og Ranum) sogne.

## Forstandere
- 1848-1851 Ludvig Christian Müller (1806-1851) (var på Snedsted Seminarium 1842-48)
- 1851-1859 A.P. Lunddahl
- 1859-1864 A.C. Fabricius
- 1864-1868 Viggo Andreas Vilhelm Driebein (1820-1878), teolog, flyttede til Jonstrup Seminarium
- 1869-1878 A.F. Krarup-Vilstrup
- 1878-1891 J.C. Sørensen
- 1891-1896 Johannes Leonhardt Faartoft (1856-1919)
- 1896-1899 N.A. Larsen (1860-1946)[3]
- 1899-1924 Peter Taaning (1857-1943)
- 1937-1944 Harald Smith (1888-1973)
- 1944-1947 Aage Morville (1894-1981)
- 1947-1971 Adelbert Fuglsang-Damgaard (1904-1971)[4]
- 1971-1987 Erik Svart (1923-2013)[5]
- 1987-1994 Jørgen Banke (konstitueret)
- 1994-2001 Vagn Jørgensen
- 2001-2006 Hans Støttrup Jensen

## Kendte lærere dimitteret fra Ranum Seminarium
- 1850 Christen Berg
- 1881 Johan Skjoldborg
- 1884 Jens Munk-Poulsen
- 1906 Mads R. Hartling
- 1906 Karl Kristian Nicolaisen, forfatter af biografier, boganmelder
- 1906 A.C. Skyum (1880-1961), dialektforsker
- 1911 Niels Juul Sørensen (1887-1918), digter (pseudonym: Niels Vibe)
- 1915 Ejnar Martin Kjær
- Svend Otto Nielsen (1908-1944)
- 1937 Per Ulrich (1915-1994) dansk maler, billedhugger, grafiker, forfatter, modstandsmand og folkeskolelærer.
- 1946 Marie Thøger (*1923), forfatter
- Helge Bundgaard Nielsen (*1933), forstander og borgmester i Nibe
- 1956 Knud Erik Pedersen (*1934), forfatter
- 1960 Jørn Løth (*1938), skoledirektør i Rosenholm Kommune
- 196_ Kjeld Thorst (*1940), fodboldspiller på det danske A-landshold 1961-1969[6][7]
- 1967 Martin Glerup (*1943), folketingsmedlem for Socialdemokratiet 1990-2001
- Karin Dubin, kommunalpolitiker på Frederiksberg
- 1980 Per Deichmann Bisgaard (*1955), folketingsmand for Venstre fra 2007
- 1982 Jens Sørensen (*1955), skoleinspektør i Fjerritslev